# إل ديابلو (قصص مصورة)
إل ديابلو ويعني «الشيطان» باللغة الإسبانية هو اسم مشترك لعدة شخصيات خيالية تظهر في القصص المصورة التي تنشرها دي سي كومكس. ظهرت النسخة الأولى في سنة 1970. من ابتكار كل من روبرت كانير وغراي مورو. أدى الممثل جاي هيرنانديز دوره في فيلم الفرقة الانتحارية الذي صدر في سنة 2016.